# Bezirk Hohenmauth
Der Bezirk Hohenmauth (tschechisch Okresní hejtmanství Vysoké Mýto) war ein Politischer Bezirk im Königreich Böhmen. Der Bezirk umfasste Gebiete in Ostböhmen im heutigen Pardubický kraj (Okres Chrudim bzw. Okres Ústí nad Orlicí). Sitz der Bezirkshauptmannschaft war die Stadt Hohenmauth (Vysoké Mýto). Das Gebiet gehörte seit 1918 zur neu gegründeten Tschechoslowakei und ist seit 1993 Teil Tschechiens.

## Geschichte
Die modernen, politischen Bezirke der Habsburgermonarchie wurden 1868 im Zuge der Trennung der politischen von der judikativen Verwaltung geschaffen.
Der Bezirk Hohenmauth wurde 1868 aus den Gerichtsbezirken Skutsch (tschechisch soudní okres Skuteč) und Hohenmauth (Vysoké Mýto) gebildet.
Im Bezirk Hohenmauth lebten 1869 59.435 Personen, wobei der Bezirk ein Gebiet von 9,6 Quadratmeilen und 98 Gemeinden umfasste.
1900 beherbergte der Bezirk 64.981 Menschen, die auf einer Fläche von 553,24 km² bzw. in 108 Gemeinden lebten.
Der Bezirk Hohenmauth umfasste 1910 eine Fläche von 553,25 km² und beherbergte eine Bevölkerung von 68.241 Personen. Von den Einwohnern hatten 1910 67.407 Tschechisch und 705 Deutsch als Umgangssprache angegeben. Weiters lebten im Bezirk 129 Anderssprachige oder Staatsfremde. Zum Bezirk gehörten zwei Gerichtsbezirke mit insgesamt 110 Gemeinden bzw. 114 Katastralgemeinden.